# Felix Löwenthal
Felix Löwenthal (15. November 1853 in Schwerin – 5. August 1929 ebenda) war ein deutscher Rechtsanwalt und Parlamentarier.

## Leben
Felix Löwenthal war Sohn eines Rechtsanwalts in Schwerin. Er besuchte bis Michaelis 1872 das Gymnasium Fridericianum Schwerin und studierte dann Rechtswissenschaften an den Universitäten Leipzig und Rostock.
Nach dem Studium trat er in die väterliche Anwaltskanzlei in Schwerin ein und führte diese nach dem Tode seines Vaters mit seinem Kollegen John Bonheim (1876–1941)weiter.
In Mecklenburg-Schwerin trat Löwenthal als liberaler Politiker hervor. Er war 1918 in Schwerin Mitbegründer der DDP und deren Landesvorsitzender. Löwenthal war Stadtverordneter in Schwerin und Mitglied des Landtages des Freistaats Mecklenburg-Schwerin. 1919 erarbeitete er im Auftrage des Ministerpräsidenten Hugo Wendorff die neue Landesverfassung und setzte in ihr liberale Akzente. Löwenthal war im Vorstand des Mecklenburgischen Städtetages und seiner Feder entstammte – nach Trennung von Staat und Religion 1919 – die ab 1923 verhandelte Verfassung des neuen Gremiums zur Mitgliedervertretung, Israelitische Landesversammlung genannt, der Israelitischen Landesgemeinde Mecklenburg-Schwerin, des 1764 gegründeten landesweiten Dachverbands der jüdischen Gemeinden Mecklenburg-Schwerins. 
Von 1882 bis zu seinem Tod war er Mitglied des Vereins für mecklenburgische Geschichte und Altertumskunde.

## Auszeichnungen
- Titel Justizrat